# Ulungur Hu
Ulungur Hu är en sjö i Kina. Den ligger i den autonoma regionen Xinjiang, i den nordvästra delen av landet, omkring 390 kilometer norr om regionhuvudstaden Ürümqi. Ulungur Hu ligger 478 meter över havet. Arean är 854 kvadratkilometer. Den sträcker sig 45,6 kilometer i nord-sydlig riktning, och 43,0 kilometer i öst-västlig riktning.
Genomsnittlig årsnederbörd är 764 millimeter. Den regnigaste månaden är juli, med i genomsnitt 166 mm nederbörd, och den torraste är februari, med 9 mm nederbörd.